# 2nd Conference of the International Woman Suffrage Alliance

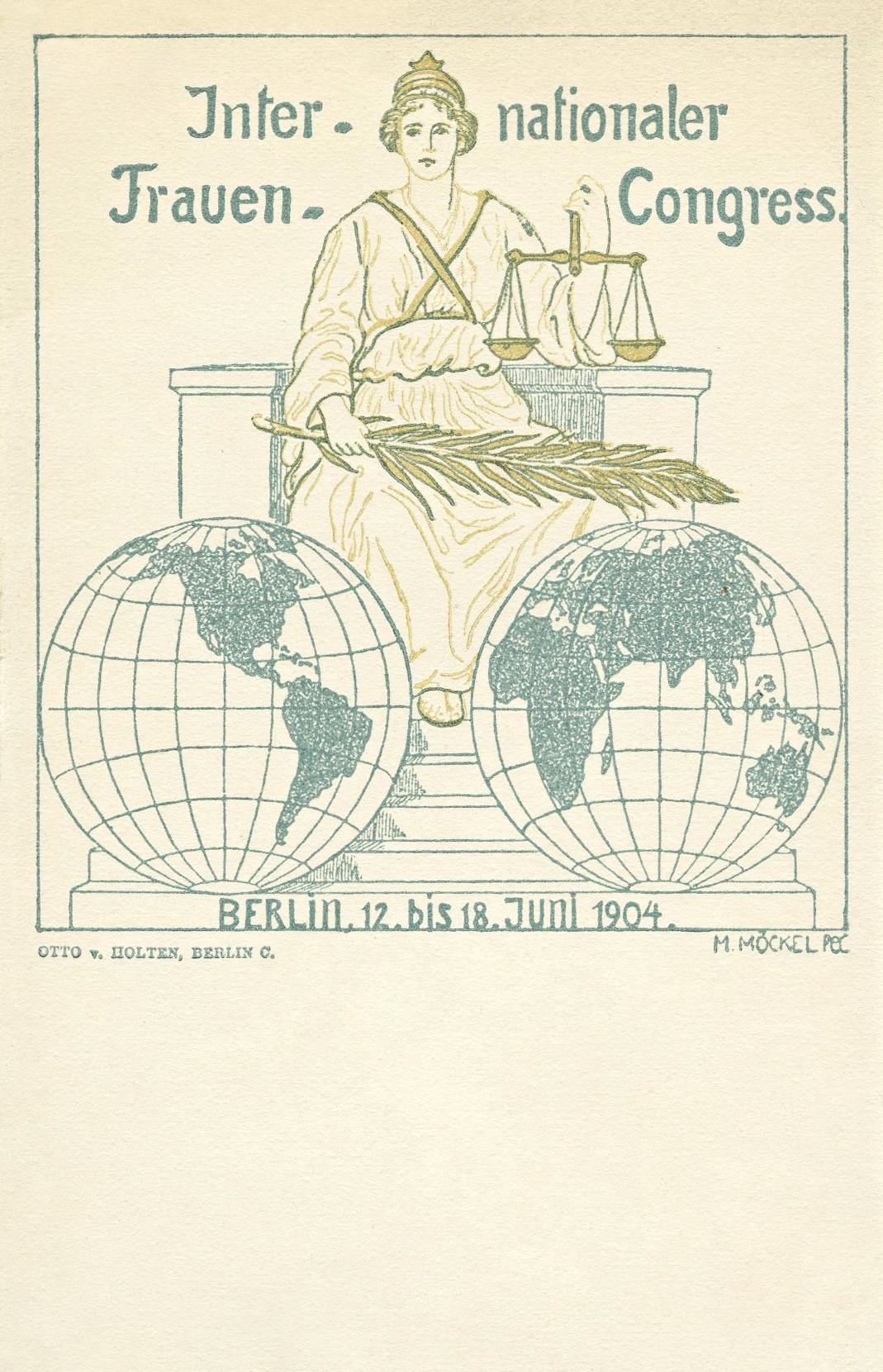
Postcard from the Second Conference of the International Woman Suffrage Alliance

Second Conference of the International Woman Suffrage Alliance var en internationell konferens som ägde rum i Berlin i Tyskland 3 juni 1904. Konferensen resulterade i det formella grundandet och organisationen av International Woman Suffrage Alliance.

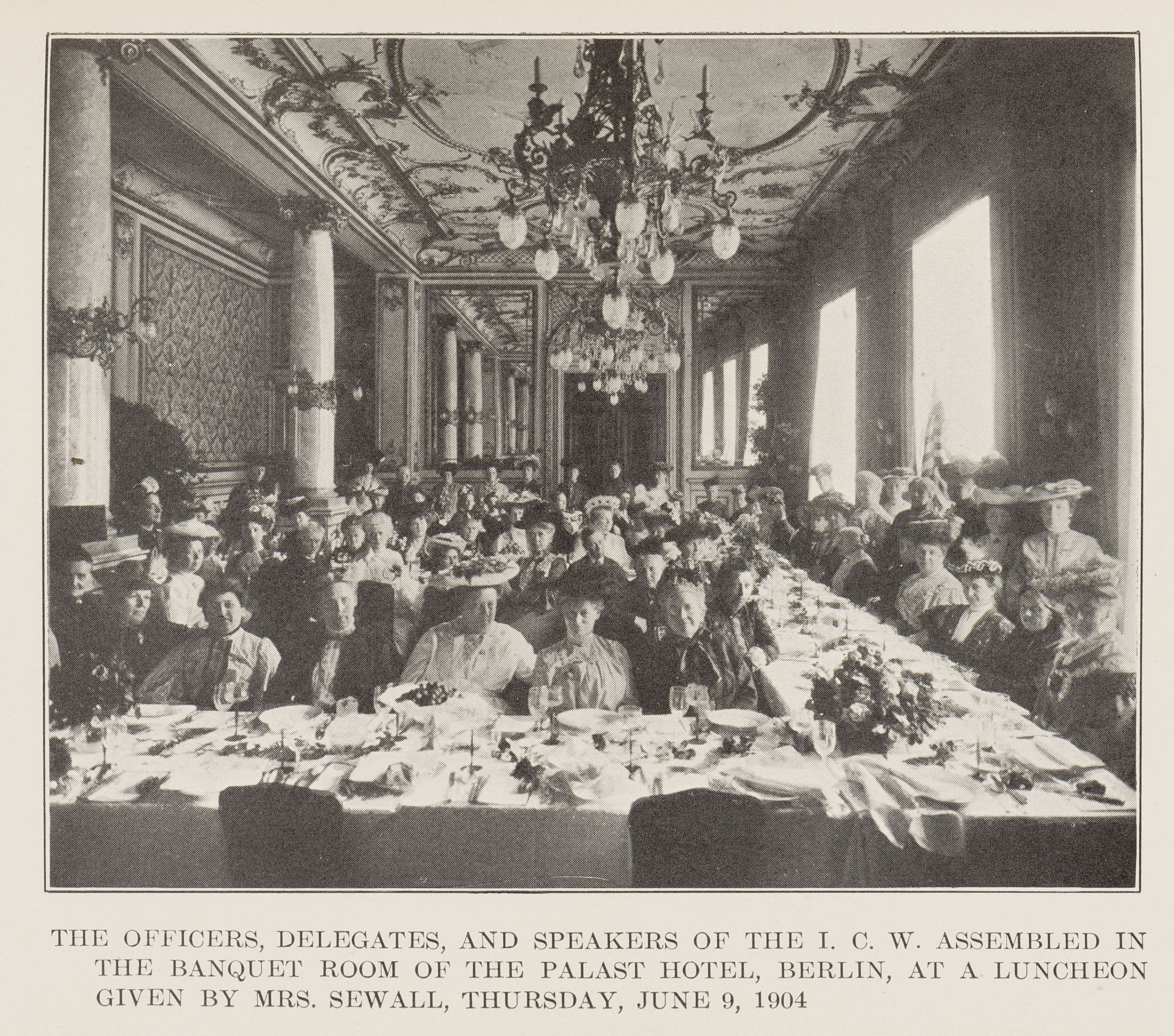
Newspaper photo luncheon 2nd I.C.W. in Berlin 1904